# Richard Trevithick
Richard Trevithick, född 13 april 1771 i Tregajorran i Illogan i Cornwall, död 22 april 1833 i Dartford i Kent, var en brittisk ingenjör som anses ha uppfunnit världens första fungerande lok för järnvägsdrift. Richard Trevithicks lok presenterades den 21 februari 1804. Detta lok anses vara förebilden till de allra flesta ånglok som sedan skulle tillverkas i mer än 100 år framåt i tiden. Loket var konstruerat vid ett järnbruk i Wales. Richard Trevithick har även byggt bland annat ångbåtar.